# 劉懐慎
劉懐慎（りゅう かいしん、364年 - 424年）は、東晋から南朝宋にかけての軍人。本貫は彭城郡彭城県安上里。劉裕の母方の従兄弟で、生母は趙氏。

## 経歴
劉懐粛の弟で、はじめは劉裕の下で参鎮軍将軍事をつとめ、振威将軍・彭城国内史に任じられた。義熙3年（407年）、兄の劉懐粛が嗣子がないまま逝去すると、子の劉蔚祖にその後を継がせた。
義熙5年（409年）、南燕に対する北伐に従軍して、軍の先頭に立って戦った。義熙6年（410年）、劉裕に従って石頭で盧循と対陣し、戦功を挙げて輔国将軍の号を加えられた。義熙8年（412年）、監北徐州諸軍事の任を加えられて、彭城に駐屯した。まもなく徐州刺史の任を加えられた。その統治は厳しく、領内は粛然とした。義熙9年（413年）、亡命者の王霊秀が乱を起こすと、懐慎はこれを討って平定した。義熙11年（415年）、北中郎将に進み、南城県男に封じられた。義熙13年（417年）、劉裕が北伐すると、懐慎は中領軍・征虜将軍として、建康を防衛した。府中の殺人事件に連座して、免官された。
義熙14年（418年）、宋国が建てられると、懐慎は五兵尚書として召還され、都督江北淮南諸軍事・前将軍・南晋州刺史に任じられた。再び召還されて度支尚書となり、散騎常侍の位を加えられた。元熙元年（419年）7月、都督北徐兗青淮北諸軍事・中軍将軍・北徐州刺史に任じられ、彭城に駐屯した。亡命者を広陵城に入れた責任を問われて、征虜将軍に降格された。永初元年（420年）、劉裕が帝位につくと、懐慎の爵位は侯に進んだ。平北将軍の号を受けた。五兵尚書として召還され、散騎常侍・光禄大夫の位を加えられた。景平元年（423年）、護軍将軍の号を受けた。景平2年（424年）、死去した。享年は61。撫軍の位を追贈された。諡は粛侯といった。

## 子女
- 劉栄祖
- 劉徳願
- 劉興祖（青州刺史）
- 劉蔚祖（劉懐粛の後を嗣ぎ、江夏内史）

## 伝記資料
- 『宋書』巻45 列伝第5
- 『南史』巻17 列伝第7